# Броњон (Ардени)
Броњон (фр. Brognon) насеље је и општина у североисточној Француској у региону Шампањ-Арден, у департману Ардени која припада префектури Шарлвил Мезјер.
По подацима из 2011. године у општини је живело 157 становника, а густина насељености је износила 21,27 становника/km². Општина се простире на површини од 7,38 km². Налази се на средњој надморској висини од 250 метара.

## Демографија
| 1962. | 1968. | 1975. | 1982. | 1990. | 1999. | 2011. |
| ----- | ----- | ----- | ----- | ----- | ----- | ----- |
| 186   | 197   | 167   | 153   | 142   | 126   | 157   |

График промене броја становника у току последњих година